# Daniel Kreutzfeldt
Daniel Adelhard Kreutzfeldt (Kildebrønde, 19 de noviembre de 1987) es un deportista danés que compitió en ciclismo en la modalidad de pista, especialista en la prueba de puntuación.
Ganó una medalla de plata en el Campeonato Mundial de Ciclismo en Pista de 2009, en la carrera por puntos.
Participó en los Juegos Olímpicos de Pekín 2008, ocupando el sexto lugar en la carrera por puntos.

## Medallero internacional
| Campeonato Mundial | Campeonato Mundial | Campeonato Mundial | Campeonato Mundial |
| Año                | Lugar              | Medalla            | Competición        |
| ------------------ | ------------------ | ------------------ | ------------------ |
| 2009               | Pruszków (Polonia) | Medalla de plata   | Puntuación         |